# Acropora clathrata

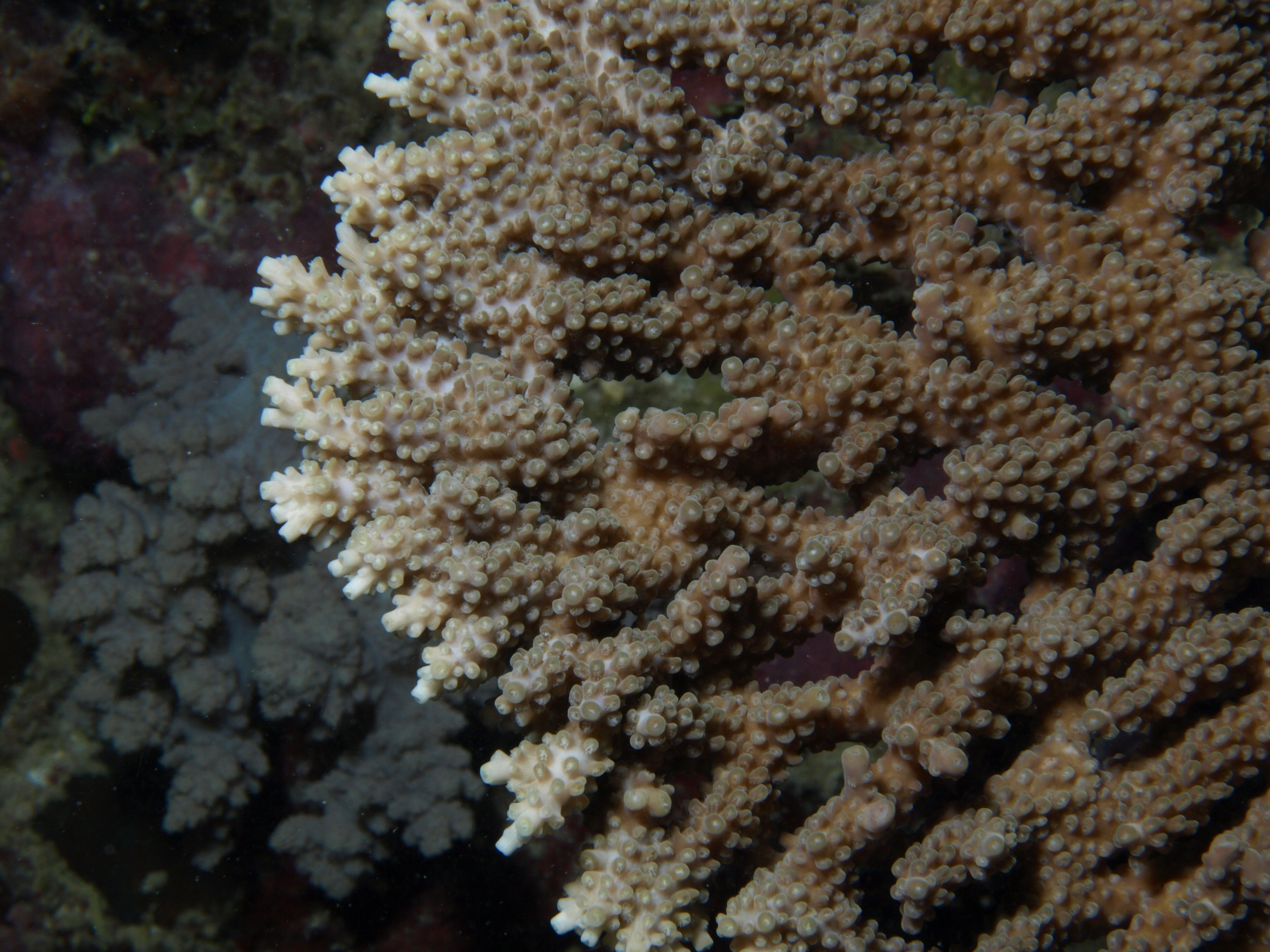
A. clathrata, detalle de coralitos de la colonia. Isla Mer, Estrecho de Torres, Australia

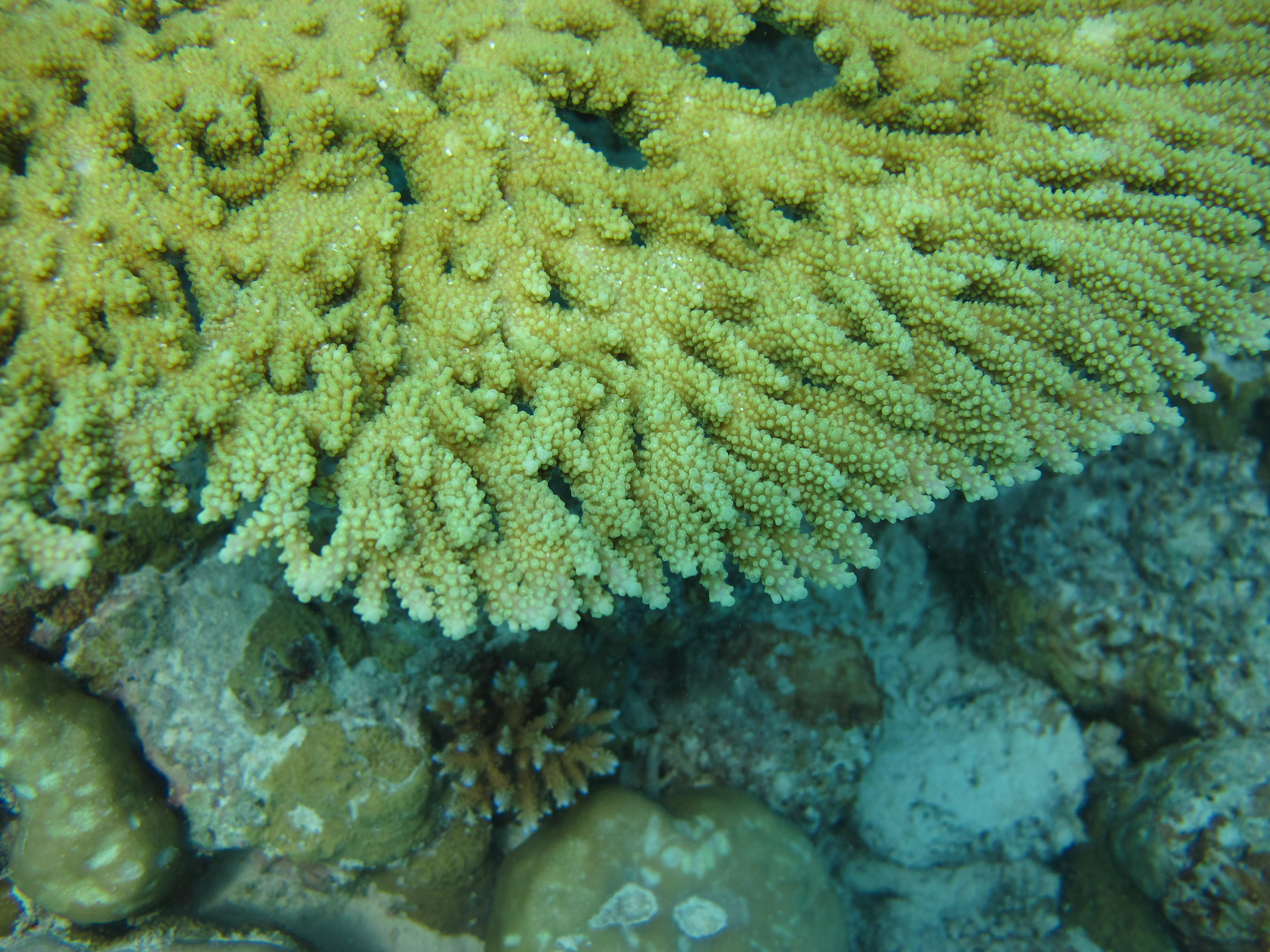
A. clathrata, vista de coralitos, atolón Baa, Maldivas

Acropora clathrata es una especie de coral que pertenece a la familia Acroporidae, orden Scleractinia. 
Su esqueleto es macizo y está compuesto de carbonato cálcico. Tras la muerte del coral, su esqueleto contribuye a la generación de nuevos arrecifes en la naturaleza, debido a que la acción del CO2 convierte muy lentamente su esqueleto en bicarbonato cálcico, sustancia ésta asimilable directamente por las colonias coralinas.
Es una especie común y ampliamente distribuida en el Indo-Pacífico tropical.

## Morfología
La colonia crece en forma de tabla horizontal, a menudo con círculos y platos adicionales. Las ramas muestran considerables anastomosis, a tal punto, que las partes centrales de la tabla pueden ser sólidas. Las ramas casi nunca tienden hacia arriba, sino que se mantienen en el mismo plano de la tabla. Tiene numerosas sub-ramas, de 2-4 cm de largo y 5 mm de grueso. Los coralitos axiales son cilíndricos, con muros gruesos, tienen 2 mm de diámetro, estando 1-2 mm exertos de la superficie de la rama. Los coralitos radiales son muy desiguales en tamaño, los mayores tienen 3-4 mm de largo y 2 mm de diámetro, son tubulares, con aberturas nariformes. El cáliz tiene 6 septa de moderado desarrollo. El coenosteum, o parte común del esqueleto colonial, es muy poroso.
Los pólipos de A. clathrata son muy pequeños, y presentan unas células urticantes denominadas nematocistos, empleadas en la caza de presas microscópicas de plancton.
A. clathrata presenta los siguientes colores: marrón, gris o verde, normalmente con los márgenes pálidos.

## Hábitat y comportamiento
Suelen vivir en arrecifes de coral en zonas bien iluminadas y poco profundas, en un rango de 8 a 20 m, aunque se conocen localizaciones desde 0 hasta los 52 metros de profundidad, y en un rango de temperatura entre 25,4 y 28,4 °C.
Usualmente se encuentran en laderas superiores del arrecife, márgenes de arrecifes interiores y arrecifes de barrera.
En Sudáfrica, las especies de gusanos tubícolas del género Spirobranchus son altamente prevalentes en colonias de A. clathrata.

## Distribución geográfica
Se distribuyen en aguas tropicales del océano Indo-Pacífico, desde las costas orientales de África, incluido el mar Rojo, hasta la Polinesia Francesa. 
Es especie nativa de Arabia Saudí; Australia; Baréin; Birmania; Camboya; Chagos; Comoros; Islas Cook; Egipto; Emiratos Árabes Unidos; Eritrea; Filipinas; Fiyi; India; Indonesia; Irán; Irak; Israel; Japón; Jordania; Kenia; Kiribati; Kuwait; Madagascar; Malasia; Maldivas; Islas Marshall; Mauricio; Mayotte; Micronesia; Mozambique; Nauru; Nueva Caledonia; Niue; Omán; Pakistán; Palaos; Papúa Nueva Guinea; Polinesia Francesa; Catar; Reunión; Samoa; Samoa Americana; Islas Salomón; Seychelles; Singapur; Somalia; Sudáfrica; Sri Lanka; Sudán; Tailandia; Taiwán (China); Tanzania; Tokelau; Tonga; Tuvalu; Vanuatu; Vietnam; Wallis y Futuna; Yemen y Yibuti.

## Alimentación
Los pólipos contienen algas simbióticas llamadas zooxantelas. Las algas realizan la fotosíntesis produciendo oxígeno y azúcares, que son aprovechados por los pólipos, y se alimentan de los catabolitos del coral (especialmente fósforo y nitrógeno). Esto les proporciona entre el 75 y el 95 % de sus necesidades alimenticias. El resto lo obtienen atrapando plancton microscópico y materia orgánica disuelta en el agua.

## Reproducción
Se reproducen asexualmente mediante gemación y por fragmentación, siendo este último el modo dominante de reproducción, cuando las ramas de las colonias se rompen debido a los temporales, y sus fragmentos originan nuevas colonias.
Sexualmente son hermafroditas simultáneos, lo que quiere decir que las colonias generan gametos masculinos y femeninos, lanzando simultáneamente al exterior sus células sexuales, siendo por tanto la fecundación externa. Los huevos una vez en el exterior, permanecen a la deriva arrastrados por las corrientes varios días, más tarde se forma una larva plánula que, tras deambular por la columna de agua marina, y en un porcentaje de supervivencia que oscila entre el 18 y el 25 %, según estudios de biología marina, cae al fondo, se adhiere a él y comienza su vida sésil, secretando carbonato cálcico para conformar un esqueleto, o coralito. Posteriormente, forman la colonia mediante la división de los pólipos por gemación.

## Mantenimiento
Como norma, las Acroporas son difíciles de mantener en cautividad.  
Una luz de moderada a alta satisfará a la mayoría de las colonias aclimatadas al acuario. La corriente deberá ser fuerte y alterna.
Es una especie poco agresiva con otros corales. Su rápido crecimiento en comparación con otras especies le ayuda a conseguir espacio y garantizar el acceso a la luz.
Se debe añadir micro plancton u otros preparados para animales filtradores, adaptados a sus pequeños pólipos.
Con independencia del resto de niveles de los parámetros comunes del acuario marino: salinidad, calcio, magnesio, dureza, etc., hay que mantener los fosfatos a cero y los nitratos a menos de 20 ppm. Algunos autores, con independencia de añadir oligoelementos (yodo, hierro, manganeso, etc.), recomiendan aditar estroncio hasta mantener un nivel de 10 ppm.
Se recomienda cambios de agua semanales del 5 % del volumen del acuario.
No se debe mantener en el mismo acuario junto a especies de Sinularia, ya que liberan terpinas (hidrocarburos) al agua que dañarán a la Acropora.

## Conservación y amenazas
La Lista Roja de Especies Amenazadas de la Unión Internacional para la Conservación de la Naturaleza califica esta especie como de Preocupación menor ver 3.1, a partir de una evaluación de 2008. No obstante, el creciente aumento de la temperatura del mar está incrementando dramáticamente la muerte de corales por blanqueo en todo los océanos, y las proyecciones actuales de los expertos auguran para todo el siglo XXI episodios anuales severos de blanqueo de corales en el 99% de los arrecifes de todo el mundo. De hecho, recientes estudios han constatado que en 2016 ha muerto aproximadamente el 35% de los corales en 84 áreas de las secciones norte y centro de la Gran Barrera de Coral australiana, debido al blanqueo de coral producido por el aumento de la temperatura del mar. También durante 2016, el principal arrecife de Japón, en el archipiélago de Okinawa, sufrió una decoloración por blanqueo del 70% de su extensión, y el arrecife más septentrional del mundo, situado frente a las costas de la isla japonesa de Tsushima, dónde sus aguas templadas suelen evitar episodios de blanqueo, ha sido afectado por primera vez en el 30% de su extensión, según afirma un estudio realizado en diciembre de 2016 por el Instituto Nacional de Estudios Medioambientales de Japón (NIES).
A. clathrata está incluida en el Apéndice II de CITES, lo que significa que en los países firmantes de este tratado se requiere un permiso, tanto para su recolección, como para su comercio. En Estados Unidos está prohibida la recolección de corales para fines comerciales.
A. clathrata es un coral común, pero en las últimas décadas ha descendido notablemente, y en determinadas zonas continua en declive, ya que es de las especies más afectadas por el blanqueo de coral producido por el calentamiento global. Y dado el que está comprobado que el aumento de la temperatura de la superficie marina supone un incremento directo de las enfermedades de los corales,  la previsión de la población global de la especie es decreciente.
Se necesita más información para ayudar a la recuperación de acropóridos, incluida la supervivencia y fecundidad por edad, el reclutamiento sexual y asexual, la información demográfica , dinámica de la población juvenil, la importancia de las variables del hábitat para el reclutamiento y la supervivencia, y la ubicación de las poblaciones que muestran signos de recuperación. (Bruckner, 2002). Se necesita más investigación sobre la etiología de la enfermedad, y la eficacia de los métodos de restauración actuales. 
Las medidas recomendadas para la conservación de esta especie incluyen la investigación en taxonomía, la población, la abundancia y tendencias, el estado de la ecología y hábitat, amenazas y resistencia a las amenazas, la acción de restauración; identificación, creación y gestión de nuevas áreas protegidas; expansión de las áreas protegidas; gestión de la recuperación; y gestión de la enfermedad, y los parásitos patógenos. La propagación artificial y técnicas como la criopreservación de gametos pueden ser importantes para la conservación de la biodiversidad de corales.

## Galería

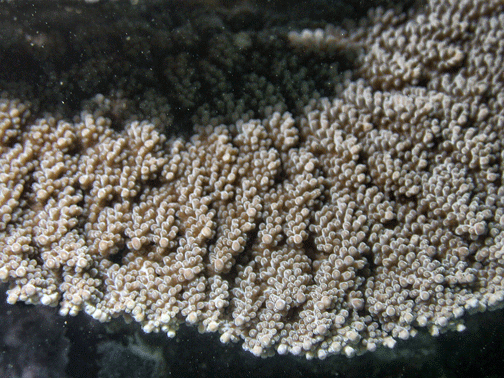
A. clathrata en Samoa Americana
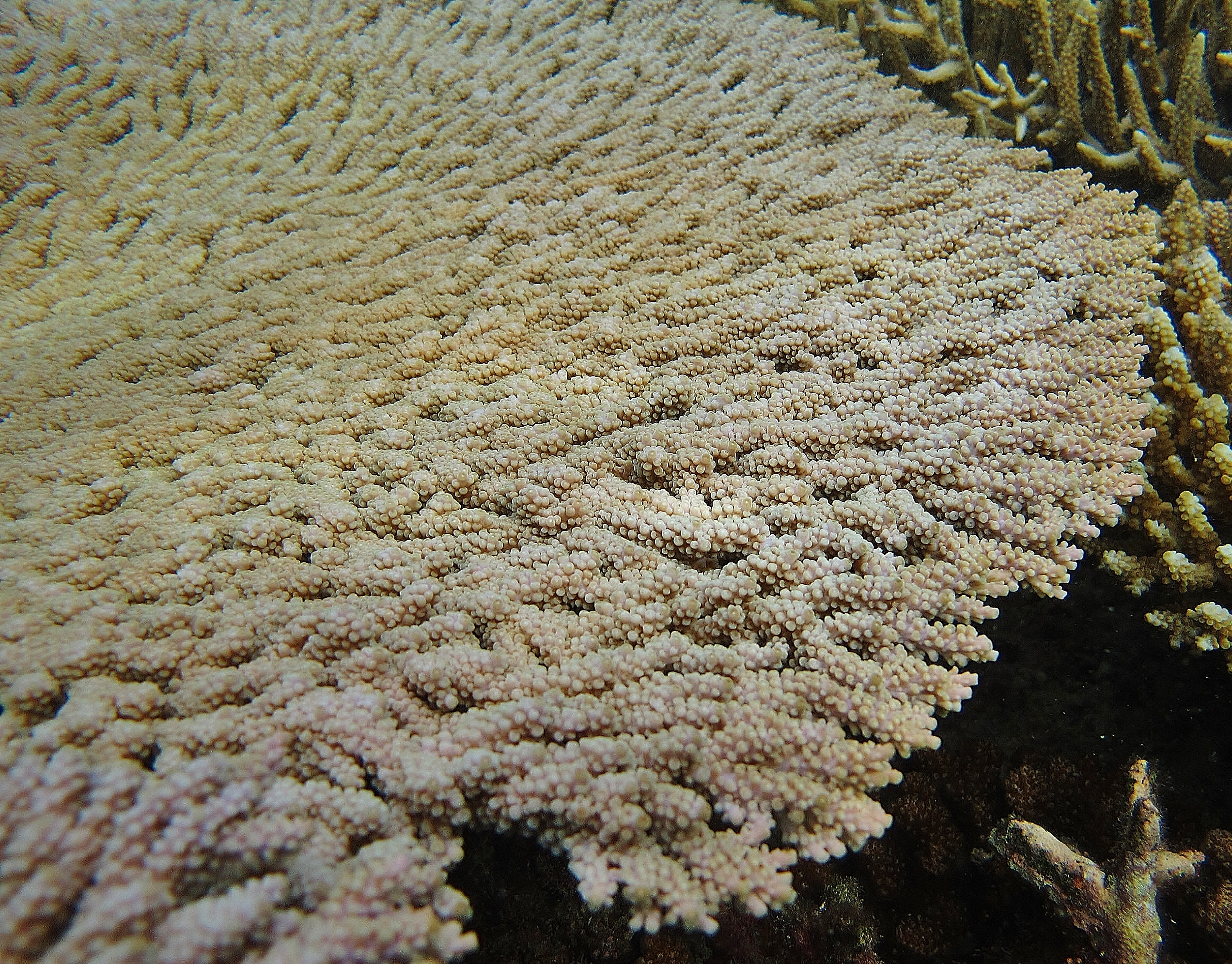
A. clathrata en isla Mer, Estrecho de Torres, Australia
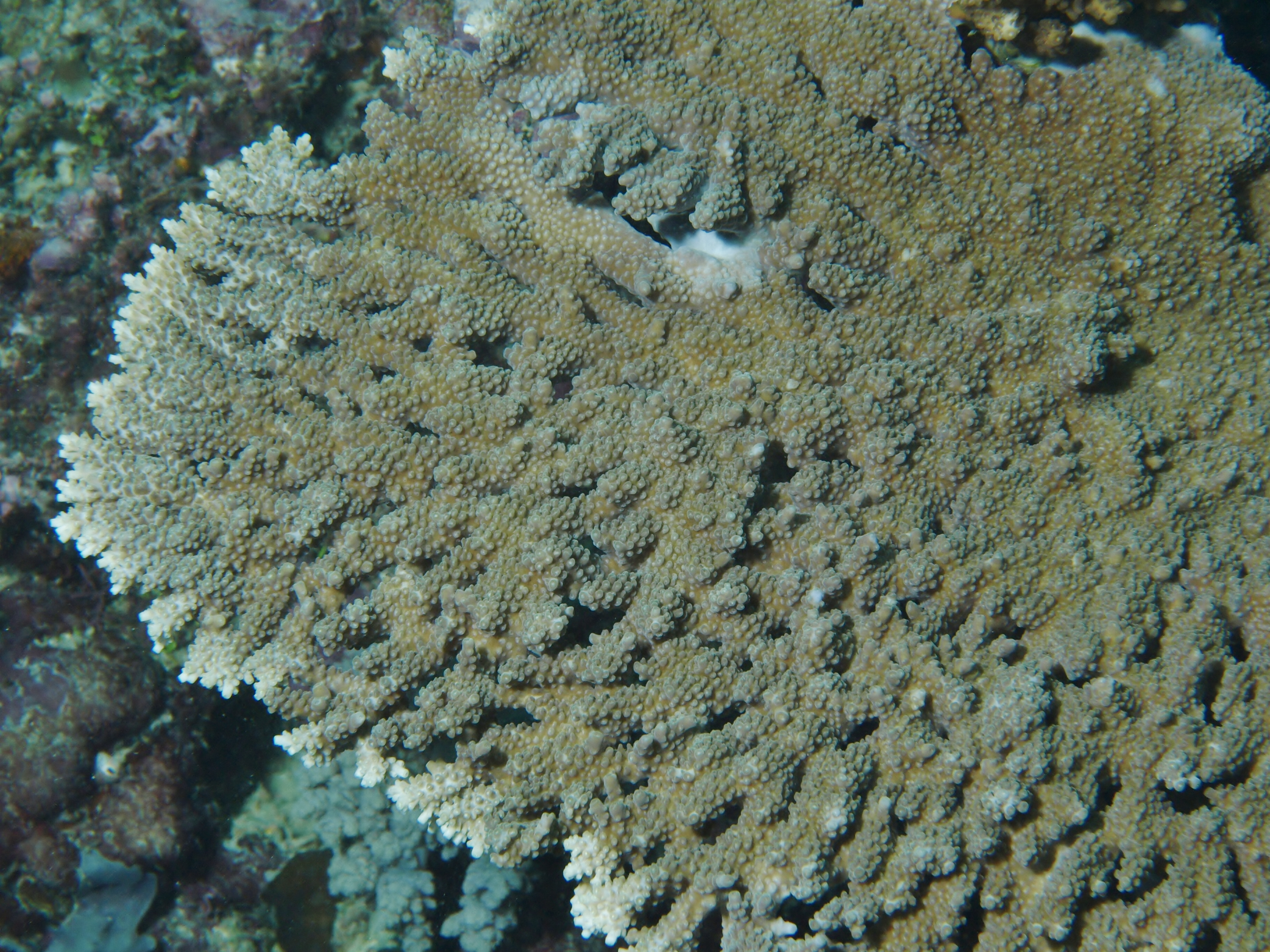
A. clathrata en isla Mer, Australia
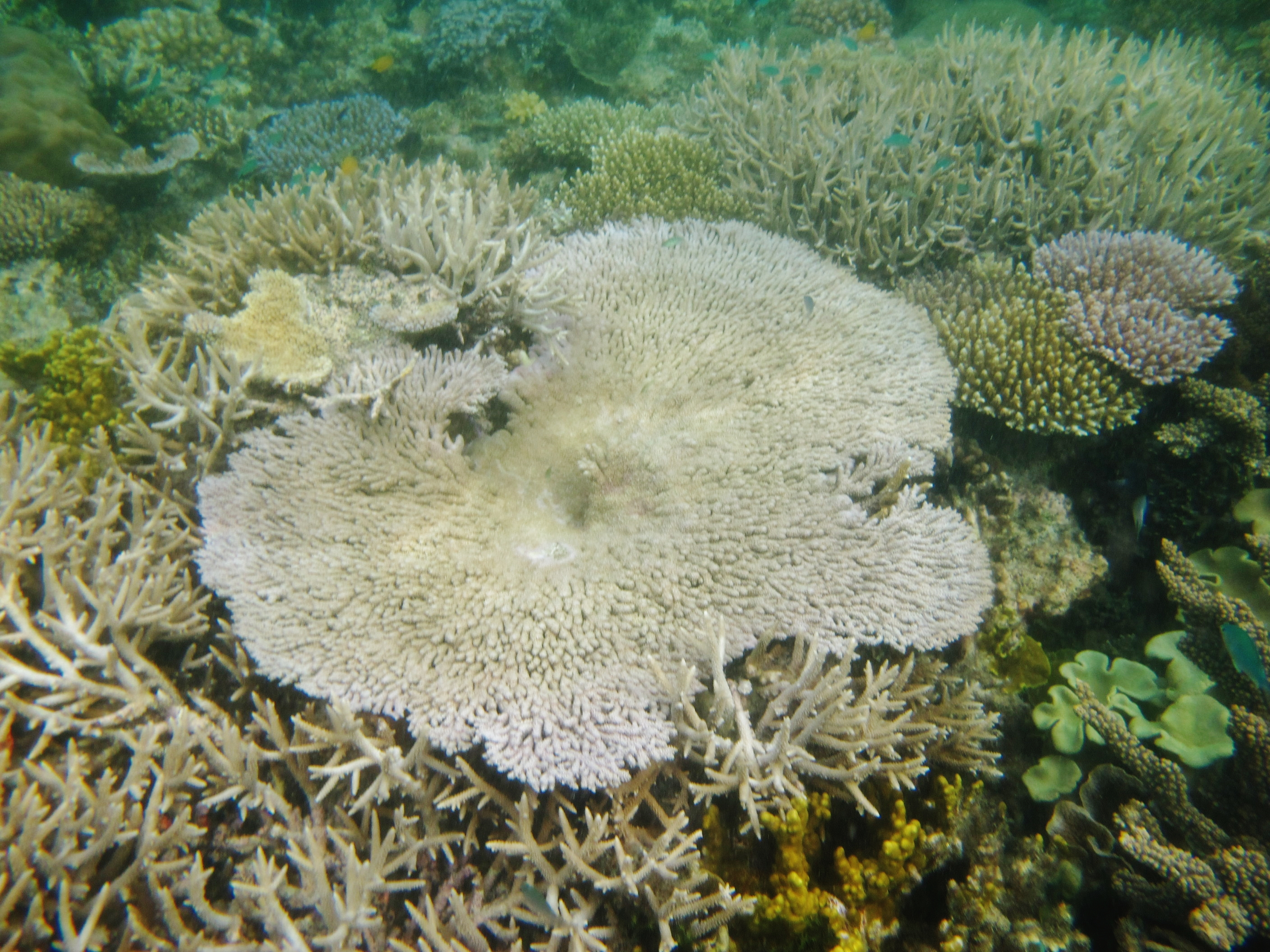
A. clathrata en isla Mer, Australia
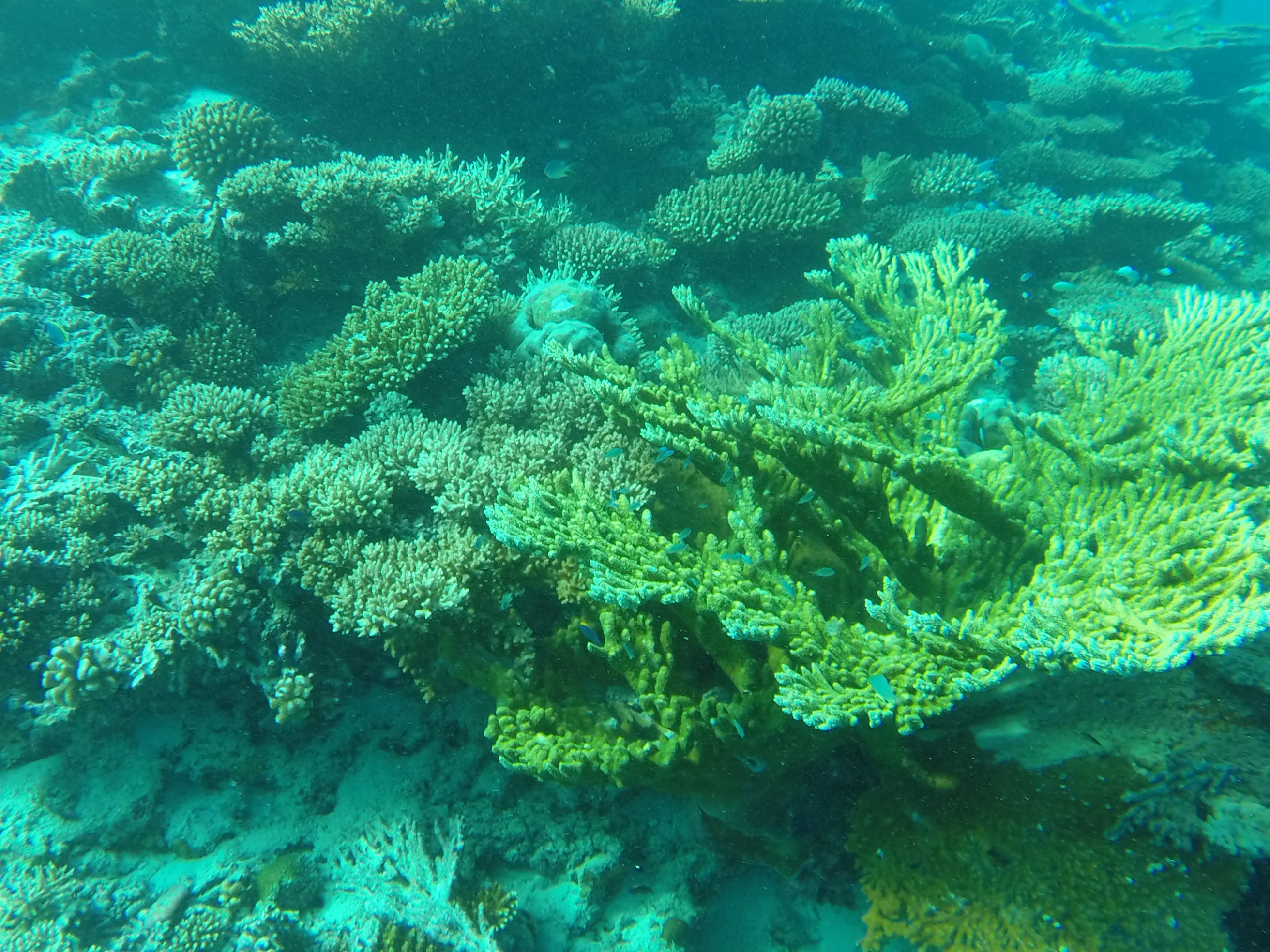
A. clathrata en el atolón Baa, Maldivas